# Rijeka Open 2010
Il Rijeka Open 2010 è un torneo professionistico di tennis maschile giocato sulla terra rossa, che faceva parte dell'ATP Challenger Tour 2010. Si è giocato a Fiume in Croazia dal 6 al 12 settembre 2010.

## Partecipanti

### Teste di serie
| Nazionalità | Giocatore             | Ranking* | Testa di serie |
| ----------- | --------------------- | -------- | -------------- |
| Spagna      | Rubén Ramírez Hidalgo | 92       | 1              |
| Argentina   | Carlos Berlocq        | 101      | 2              |
| Italia      | Paolo Lorenzi         | 103      | 3              |
| Slovenia    | Grega Žemlja          | 119      | 4              |
| Slovenia    | Blaž Kavčič           | 132      | 5              |
| Austria     | Daniel Köllerer       | 156      | 6              |
| Germania    | Dieter Kindlmann      | 161      | 7              |
| Croazia     | Franko Škugor         | 174      | 8              |

- Ranking al 30 agosto 2010.

### Altri partecipanti
Giocatori che hanno ricevuto una wild card:
- Ivan Čerović
- Dino Marcan
- Thomas Muster
- Marcel Ružić

Giocatori passati dalle qualificazioni:
- Mirza Bašić
- Marko Djokovic
- Michal Konečný
- Aldin Šetkić

## Campioni

### Singolare
Blaž Kavčič ha battuto in finale  Rubén Ramírez Hidalgo con il punteggio di 6–4, 3–6, 7–6(5)

### Doppio
Adil Shamasdin /  Lovro Zovko hanno battuto in finale  Carlos Berlocq /  Rubén Ramírez Hidalgo con il punteggio di 1–6, 7–6(9), [10–5]